# 2004 FU162
2004 FU162 è un meteoroide che alle 15:35 UTC del 31 marzo 2004 transitò ad una distanza di 6.500 km dalla superficie terrestre, equivalenti a 2,02 raggi terrestri dal centro del pianeta.
Alla data della scoperta, confermata a posteriori il 22 agosto 2004, divenne l'oggetto con il passaggio più radente alla superficie tra quelli censiti dall'MPC, superando 2004 FH, transitato il 18 marzo dello stesso anno. Il 6 ottobre 2008 venne individuato 2008 TC3, destinato ad un passaggio ancora più ravvicinato tanto da causarne la disintegrazione nell'atmosfera il giorno successivo. Il primato di passaggio ravvicinato tra gli oggetti individuati ma non impattanti gli fu tolto il 4 febbraio 2011 da 2011 CQ1 che transitò, rispetto al centro della Terra, a meno del doppio del raggio terrestre.
In paragone, i satelliti geostazionari orbitano a 5,6 raggi terrestri, mentre i satelliti GPS a 3,17 raggi terrestri dal centro del pianeta.
2004 FU162 è stato osservato solamente quattro volte in 44 minuti e non sarebbe stato possibile seguirlo oltre. Inoltre non vi sono immagini che ne attestino una pre-scoperta. Tuttavia la sua orbita fu calcolata ed è considerata quasi determinata, ovvero affetta da un elevato margine d'incertezza.
Il diametro di 2004 FU162 è stato stimato essere di soli 6 metri. Gli oggetti con meno di 50 metri di diametro sono generalmente classificati come meteoroidi piuttosto che come asteroidi.
Il 26 marzo 2010, 2004 FU162 è transitato a 0,0825 UA (12,3 milioni di km) dalla Terra.